# Thierry Tonnellier
Thierry Tonnellier (ur. 28 grudnia 1959 w Montreuil) – francuski lekkoatleta, średniodystansowiec,dwukrotny  medalista halowych mistrzostw Europy.

## Kariera sportowa
Zdobył brązowy medal w biegu na 800 metrów na halowych mistrzostwach Europy w 1983 w Budapeszcie, przegrywając jedynie z Colománem Trabado  z Hiszpanii i Peterem Elliottem z Wielkiej Brytanii. Na halowych mistrzostwach Europy w 1985 w Pireusie odpadł w półfinale na tym dystansie, a na halowych mistrzostwach Europy w 1986 w Madrycie ponownie zdobył brązowy medal w tej konkurencji, za Peterem Braunem z Republiki Federalnej Niemiec i Colománem Trabado. Zajął 6. miejsce w biegu na 800 metrów i 4. miejsce w sztafecie 4 × 400 metrów na igrzyskach śródziemnomorskich w 1987 w Latakii.
Był brązowym medalistą mistrzostw Francji w biegu na 800 metrów w 1984, 1986 i 1987. W hali był mistrzem swego kraju w biegu na 800 metrów w 1984 i 1985, wicemistrzem w biegu na 400 metrów w 1978 i w biegu na 800 metrów w 1986, a także brązowym medalistą w biegu na 800 metrów w 1983.
Rekordy życiowe Tonnelliera:
- bieg na 800 metrów – 1:47,10 (6 czerwca 1984, Saint-Maur-des-Fossés)
- bieg na 1000 metrów – 2:19,6 (9 października 1985, Saint-Maur-des-Fossés)